# Кутицький Олександр Олегович
Олександр Олегович Кутицький (рос. Александр Олегович Кутицкий, нар. 1 січня 2002, Москва, Росія) — російський футболіст, центральний захисник московського «Динамо» та молодіжної збірної Росії.

## Ігрова кар'єра

### Клубна
Олександр Кутицький вже у віці восьми років потрапив до системи столичного «Динамо», де починав грати на позиції нападника. Отримував призи як кращий гравець різноманітних турнірів. Згодом Олександр перейшов грати в зону захисту. У червні 2019 року підписав з «Динамо» перший професійний контракт.
Починаючи з сезону 2020/21 Кутицький виступав за другий склад «Динамо» у Другій лізі. Саме там він і відзначився своїм першим забитим голом.
У січні 2021 року захисник отримав виклик на збори першої команди перед початком другої половини сезону. У липні 2021 року дебютував у матчах чемпіонату Росії, коли вийшов на заміну у другому таймі у матчі проти «Ростова».

### Збірна
З 2022 року Олександр Кутицький викликається на матчі молодіжної збірної Росії.

## Досягнення
Динамо (М)
- Фіналіст Кубка Росії: 2021/22